# Johns (film)
Johns (sottotitolo: la dura vita dei ragazzi di strada) è un film del 1996, che ritrae ed accompagna nel loro cammino di vita due prostituti omosessuali che lavorano lungo le strade di Santa Monica.
Il titolo è un riferimento al termine slang con cui ci si riferisce all'interno del mondo della prostituzione omosessuale maschile ai clienti: inoltre diversi personaggi del film si vengono a chiamare John.

## Trama
Siamo alla vigilia di Natale e John si trova a dormire in un parco di Los Angeles; si risveglia di colpo quando s'accorge che qualcuno gli sta rubando i soldi faticosamente guadagnati quella notte dalle scarpe ove li tiene sempre nascosti. Cerca d'inseguire il ladro ma questi gli sfugge: oltre ai soldi si è portato via anche le sue scarpe da ginnastica portafortuna. Il ragazzo è furibondo.
Da un po' di tempo cerca di accumulare abbastanza denaro per poter permettersi il lusso di pernottare per una notte nell'hotel più "IN" della città; vorrebbe riuscirci per il giorno del suo compleanno, cioè il dì seguente, il 25 dicembre. Ma ora festeggiare in tal modo sembra una pia illusione.
John ha una tecnica che reputa infallibile: ogni volta che va a casa di uno dei suoi clienti, dopo aver fatto sesso, li deruba e scappa. Nel frattempo Donner, un suo giovane compagno di strada, anche lui "ragazzo di vita", lo incontra e cerca di consolarlo. Egli è un piccolo delinquente ed inoltre da sempre segretamente innamorato di John: cerca di convincerlo d'abbandonar tutto e partire assieme a lui per il Missouri.
Donner si trova ad aver un parente che gestisce un parco a tema; la speranza è che possa offrirgli un lavoro onesto, appena arrivati davanti a lui. Inizialmente John sembra essere abbastanza restio all'idea (non è tipo da lavoro sudato lui) ma, dopo alcune disavventure occorsegli, sembra cambiar idea ed accettare la proposta del giovane amico.
Donner ha abbastanza soldi messi da parte per entrambi e compra due biglietti per l'autobus che li dovrebbe condurre sani e salvi a Branson, ma John sceglie di fare l'ultima marchetta della sua vita, come saluto d'addio alla cara città, così da guadagnare anche qualche soldo per potersi sdebitar con Donner.
Dopo l'incontro sessuale con uno sconosciuto avvenuto in motel, questi diventa violento ed aggredisce John, sbattendogli la testa ripetutamente contro il muro. Donner, visto che l'amico non lo raggiunge, va alla sua ricerca: lo trova, riesce a trascinar il corpo oramai senza vita dell'amato fuori dalla stanza da bagno per adagiarlo sul letto.
Piangente, ora Donner può finalmente confessare tutto l'amore che ha sempre provato per lui, senza alcun timore d'essere respinto: confessa d'esser stato lui a rubargli le scarpe con i soldi dentro quella mattina per indurlo ad abbandonare i pericoli della strada ed andarsene via con lui. Un tentativo disperato di convincere John a lasciare quella maledetta città senza alcuna pietà per i poveri miserabili come loro due.
Il mattino seguente, giorno di Natale e compleanno di John, Donner indossa le scarpe da ginnastica portafortuna dell'amico morto e sale sull'autobus in direzione di casa sua.